# My Friends
My Friends is een nummer van de Amerikaanse rockband Red Hot Chili Peppers uit 1995. Het is de tweede single van hun zesde studioalbum One Hot Minute.
Het nummer werd enkel in het Verenigd Koninkrijk, Frankrijk, Canada en Oceanië een klein hitje. In het Nederlandse taalgebied wist het nummer geen hitlijsten te bereiken. De videoclip van het nummer werd geregisseerd door Anton Corbijn.